# Дифракција
Дифракција представља појаву привидног скретања таласа са првобитног правца простирања при његовом наиласку на ивице отвора или на препреку и тада се формирају нови правци простирања. Када талас скреће са правца простирања и улази у област заклоњену препреком у који без појаве скретања зрак не може да стигне, каже се да талас залази у област геометријске сенке. Ако, наиме, таласи наиђу на неку препреку којој су димензије приближне дужини таласа, због дифракције ће, у сени коју чини запрека, настати интерференција таласа који долазе с једног и другога руба препреке. Дифракција се запажа у сени свих врста таласа, на пример механичких таласа (таласи на површини воде, звучни таласи), електромагнетски таласи и таласи материје. Уочавање дифракције светлосних таласа прва је експериментална потврда таласне природе светлости. Дифракцију је први уочио италијански астроном Франческо Марија Грималди (1618. – 1663), а теорију је утемељио Огистен Жан Френел.
Ако се на пут светлосних зрака, који излазе из неког тачкастог светлосног извора, стави на довољној удаљености танка жица, или ако се светлост пропусти кроз уску пукотину, на застору неће настати оштра граница између осветљеног дела застора и сене, него се на рубу сене запажају тамне и светле пруге. Те пруге настају интерференцијом светлосних зрака који због дифракције долазе с једне и друге стране запреке. Дифракција светлости на ситним честицама које су распршене у неком прозирном средству, на пример на честицама ситне прашине у ваздуху, чини да се те честице запажају као светле тачкице ако се посматрају са стране од упадне светлости. Дифракција светлости на капљицама воде, односно на ситним кристалићима леда у атмосфери даје венац, односно круг око Сунца и Месеца (хало). Због дифракције постоји ограничење у моћи разлучивања оптичких инструмената. У оптичком инструменту од тачкастог извора светлости не настаје тачкаста слика, него светао кружић, око којег се налазе светли и тамни колобари настали дифракцијом на улазном отвору инструмената. Ако су две тачке предмета, који се посматра оптичким инструментом, превише близу једна другој, због настале слике светлих кружића не може се уочити да ли ради о једној или о двема тачкама предмета, то јест постоји ограничење у разлучивању детаља. Примене дифракције светлости су различите, а најзначајнија је примена код оптичке решетке за добивање спектара. Дифракција рендгенских зрака на кристалу показује да је рендгенско зрачење таласне нарави, а помоћу дифракције рендгенског зрачења на различитим кристалима (Лауеов дифрактограм) може се одредити смештај атома, односно јона у кристалу. Дифракција електрона, протона и неутрона на кристалима доказ је таласне нарави честица, то јест де Бројеve теорије о таласима материје.
У класичној физици, феномен дифракције је описан Хајгенс-Фреснеловим принципом који третира сваку тачку у таласном фронту који се шири као скуп појединачних сферних вејвлета. Карактеристичан образац савијања је најизраженији када талас из кохерентног извора (као што је ласер) наиђе на прорез/отвор који је по величини упоредив са његовом таласном дужином. Ово је због додавања, или интерференције, различитих тачака на таласном фронту (или, еквивалентно, сваког таласа) који путује путањама различитих дужина до површине за регистрацију. Ако постоји више, уско распоређених отвора (нпр. дифракциона решетка), то може резултирати сложеним обрасцем различитог интензитета.
Ови ефекти се такође јављају када светлосни талас путује кроз медијум са различитим индексом преламања, или када звучни талас путује кроз медијум са променљивом акустичном импедансом - сви таласи се дифрактују, укључујући гравитационе таласе, таласе воде и друге електромагнетне таласе као што су рендгенски зраци и радио таласи. Штавише, квантна механика такође показује да материја поседује таласасте особине, те стога подлеже дифракцији (која је мерљива на субатомском до молекуларном нивоу).

## О појави
Појава се објашњава Хајгенсовим принципом. До дифракције долази код простирања таласа свих врста електромагнетних (светлост, Х-зрака, радио таласа), звучних талса итд. Осим тога дифракција је потврђена и код физичких објеката на атомском нивоу, јер и честице показују таласне особине и у овом случају појава се може објаснити принципима квантне механике.
Иако до дифракције долази кад год талас наиђе на препреку, ефекти дифракције су најуочљивији када је величина отвора (препреке) реда величине таласне дужине таласа. Најповољнија ситуација за посматрање дифракције је када талас наилази на препреку која има више блиских отвора поменутих димензија јер се тада на заклону формира дифракционо- интерференциона слика услед различитих путања којим се новонастали таласи простиру.

## Историјат
Ефекат дифракције је први пут детаљно објашњен од стране Франческа Марије Грималдија који је појави дао име полазећи од латинске речи diffringere, што значи “разбити у комаде”. Резултати до којих је Грималди дошао су објављени постхумно 1665. Исак Њутн је такође проучавао ефекте везане за дифракцију.
Томас Јанг је извео познати експеримент 1803. године демонстрирајући интерференцију таласа на два блиска отвора. Овај експеримент му је помогао да дође до закључка да се светлост простире као талас, насупрот тврдњама многих научника да светлост има партикуларну природу тј. тврдњама да је светлост састављена од честица. Агустин Жан Френелови радови о дифракцији објављени 1815. и 1818. године такође су ишли у прилог овој тврдњи. Ови радови су садржали једначине које су потребне за темељан опис дифракције.
Године 1929, на основу дифракције снопа електрона кроз метални филм, експериментално је потврђена Де Брољева хипотеза о таласној природи светлости. Експеримент су извели Џорџ Томпсон и Клинтон Дејвисон, за шта су 1937. године добили и Нобелову награду за физику.

## Дифракција честица
По квантној теорији свака честица показује и таласне особине. Дакле и честице могу да интерферирају и дифрактују попут на пример звучних таласа. Заправо, дифракција електрона и неутрона, која је потврђена експериментом, је била битна појава за квантну механику јер је представљала јак аргумент у њену корист када су многи сумњали у њену исправност. Таласна дужина честица се назива де Брољева таласна дужина и износи λ=h/p где је h Планкова константа a p импулс (маса*брзина честице за честице које се не крећу брзинама блиским светлосној). За макроскопске објекте ова таласна дужина је толико мала да се слободно може занемарити. Атом натријума који се креће брзином од 3000 m/с има де Брољеву таласну дужину од 5 пикометара - дакле чак и атоми имају јако мале таласне дужине.
Особина честица да имају мале таласне дужине их чини идеалним за проучавање кристалних структура материјала у чврстом стању и великих молекула попут протеина.

## Повезаност
Опис дифракције се ослања на интерференцију таласа који се емитују из истог извора и који се крећу различитим путањама до исте тачке на екрану. У овом опису, разлика у фази између таласа који су ишли различитим путањама зависи само од ефективне дужине путање. Ово не узима у обзир чињеницу да су таласи који стижу на екран у исто време извор емитовани у различито време. Почетна фаза са којом извор емитује таласе може се временом променити на непредвидив начин. То значи да таласи које емитује извор у тренуцима који су превише удаљени не могу више да формирају константан образац интерференције јер однос између њихових фаза више није временски независан.‍:919
Дужина преко које је у корелацији фаза у снопу светлости назива се дужина кохерентности. Да би дошло до интерференције, разлика дужине путање мора бити мања од дужине кохерентности. Ово се понекад назива спектрална кохерентност, јер је повезана са присуством различитих фреквенцијских компоненти у таласу. У случају светлости коју емитује атомска транзиција, дужина кохеренције је повезана са животним веком побуђеног стања из којег је атом направио свој прелаз.‍:71–74‍:314–316
Ако се таласи емитују из проширеног извора, то може довести до некохерентности у попречном правцу. Када се посматра попречни пресек снопа светлости, дужина преко које је фаза у корелацији назива се дужина попречне кохерентности. У случају Јанговог експеримента са двоструким прорезом, то би значило да ако је дужина попречне кохерентности мања од размака између два прореза, резултујући образац на екрану би изгледао као два узорка дифракције са једним прорезом.
У случају честица попут електрона, неутрона и атома, дужина кохерентности је повезана са просторним опсегом таласне функције која описује честицу.‍:107

## Примена
Дифракција X зрака и дифракција електрона користи се за одређивање структуре чврстих тела, односно кристала који имају периодичну структуру, те се преко бомбардовања материјала електронима добија дифракциона слика која прошавши кроз слој кристалног материјала даје информације о структури материјала. За разлику од X зрака, електрони као наелектрисане честице интерагују са средином кроз коју пролазе, те дају и додатне информације о наелектрисању материјала.

### Дифракција пре уништења
Нови начин за снимање појединачних биолошких честица појавио се током последњих неколико година, користећи светле рендгенске зраке које стварају ласери без рендгенских електрона. Ови импулси фемтосекундног трајања ће омогућити (потенцијално) снимање појединачних биолошких макромолекула. Због ових кратких импулса, оштећење зрачења се може превазићи и моћи ће се добити обрасци дифракције појединачних биолошких макромолекула.